# Municipio de Goewey
El municipio de Goewey (en inglés: Goewey Township) es un municipio ubicado en el condado de Osceola en el estado estadounidense de Iowa. En el año 2010 tenía una población de 205 habitantes y una densidad poblacional de 2,19 personas por km².

## Geografía
El municipio de Goewey se encuentra ubicado en las coordenadas 43°18′7″N 95°41′0″O / 43.30194, -95.68333. Según la Oficina del Censo de los Estados Unidos, el municipio tiene una superficie total de 93.79 km², de la cual 93,79 km² corresponden a tierra firme y (0 %) 0 km² es agua.

## Demografía
Según el censo de 2010, había 205 personas residiendo en el municipio de Goewey. La densidad de población era de 2,19 hab./km². De los 205 habitantes, el municipio de Goewey estaba compuesto por el 99,51 % blancos, el 0,49 % eran amerindios. Del total de la población el 4,39 % eran hispanos o latinos de cualquier raza.